# Juan de Acosta (ort)
Juan de Acosta är en ort i Colombia.   Den ligger i departementet Atlántico, i den norra delen av landet, 700 km norr om huvudstaden Bogotá. Juan de Acosta ligger 51 meter över havet och antalet invånare är 8 655.
Terrängen runt Juan de Acosta är huvudsakligen platt, men åt nordost är den kuperad. Runt Juan de Acosta är det tätbefolkat, med 308 invånare per kvadratkilometer. Närmaste större samhälle är Baranoa, 13,3 km öster om Juan de Acosta. Omgivningarna runt Juan de Acosta är huvudsakligen savann.